# Syzeuctus lemur
Syzeuctus lemur är en stekelart som beskrevs av André Seyrig 1932. Syzeuctus lemur ingår i släktet Syzeuctus och familjen brokparasitsteklar. Inga underarter finns listade i Catalogue of Life.